# Карпатско-Дуклинская наступательная операция
Карпатско-Дуклинская операция — фронтовая наступательная операция советских войск против армий Германии и Венгрии в ходе Великой Отечественной войны, проведённая 8 сентября — 28 октября 1944 года, часть Восточно-Карпатской стратегической наступательной операции. 
Целью операции было прорваться на соединение с повстанческими силами, начавшими Словацкое национальное восстание и совместными усилиями освободить словацкую территорию. В ходе операции советские войска совместно с 1-м чехословацким армейским корпусом овладели Дуклинским перевалом и вступили на территорию Чехословакии, но выполнить главную задачу не смогли.

## Военно-стратегическая ситуация
В ходе Львовско-Сандомирской наступательной операции войска левого крыла 1-го Украинского фронта и правого крыла 4-го Украинского фронта вышли к предгорьям Карпат и закреплялись на рубеже Кросно — Санок — Загуж. Главной целью фронта Конев видел удержание и расширение захваченного войсками правого крыла его фронта стратегически важного Сандомирского плацдарма и подготовку удара с него через южную Польшу на территорию Германии; ввязываться в трудные затяжные бои в Карпатских горах он не желал. 29 августа 1944 года войска фронта получили директиву Ставки ВГК на переход к обороне по всей полосе фронта.
Однако стратегическая обстановка стремительно изменилась. 29 августа 1944 года в Словакии началось Словацкое национальное восстание против профашистского правительства Словакии. Восстание готовилось заранее, но началось преждевременно ввиду того, что 23 августа глава марионеточного словацкого правительства Йозеф Тисо обратился к Гитлеру с просьбой ввести на словацкую территорию войска для борьбы с принявшими широкий размах действиями словацких партизан и с 28 августа на территорию Словакии начали входить немецкие войска. Советскому командованию о подготовке восстания ничего не было известно. По воспоминаниям И. С. Конева, в первые дни отрывочные сведения о восстании он получал только от командиров советских партизанских отрядов, действовавших в Словакии, и только 1 сентября в штаб фронта прибыл представитель повстанцев полковник В. Тальский. К тому времени немцы успели занять важные пункты, в том числе стратегически важный Дуклинский перевал на чехословацко-польской границе и ряд других перевалов.
Маршал И. С. Конев, докладывая в Ставку Верховного Главнокомандования о переговорах с Тальским, обещавшим в ближайшее время начать наступление двух словацких дивизий навстречу Красной Армии, предложил провести операцию для оказания помощи восставшим. 2 сентября Ставка приказала провести наступательную операцию на стыке 1-го и 4-го Украинских фронтов. Цель её заключалась в том, чтобы ударом из района Кросно на Дуклю и далее на Прешов выйти в Словакию и соединиться с повстанцами.

## Силы сторон

### СССР
- Левое крыло войск 1-го Украинского фронта (Маршал Советского Союза И. С. Конев):
  - 38-я армия (генерал-полковник К. С. Москаленко)
  - часть сил 2-й воздушной армии (генерал-лейтенант авиации С. А. Красовский)
  - 1-й гвардейский кавалерийский корпус (генерал-лейтенант В. К. Баранов)
  - 25-й танковый корпус (генерал-майор танковых войск Ф. Г. Аникушкин)
  - 1-й чехословацкий армейский корпус (бригадный генерал Ян Кратохвил,

с 11.09.1944 года — бригадный генерал Людвик Свобода)
- Правое крыло войск 4-го Украинского фронта (генерал-полковник, с 26.10.1944 генерал армии И. Е. Петров):
  - часть сил 1-й гвардейской армии (генерал-полковник А. А. Гречко)
  - часть сил 8-й воздушной армии (генерал-лейтенант авиации В. Н. Жданов)

### Германия
В полосе предстоящего наступления советских войск оборонялись войска группы армий «Северная Украина» (с 23.09.1944 — группа армий «А») генерал-полковника Й. Харпе:
- Армейская группа Хейнрици:
  - 1-я танковая армия (генерал-полковник Готхард Хейнрици)
  - правое крыло 17-й армии (генерал пехоты Фридрих Шульц)
  - часть сил 1-й венгерской армии (генерал-полковник Бела Миклош)
  - часть сил 4-го воздушного флота (генерал-лейтенант Александр Холле, с 28.09.1944 генерал-полковник Отто Десслох)

Эта группировка насчитывала 10 немецких и 8 венгерских дивизий, 2 венгерские горнострелковые бригады общей численностью до 300 тысяч человек, 3250 орудий и миномётов, 100 танков и САУ, 450 самолётов. Сильной стороной этих войск было наличие в Карпатах мощной глубокоэшелонированной (до 60 км в глубину) обороны, известной как «Линия Арпада», которая строилась ещё с весны 1944 года и существенно усилила и без того труднопроходимую для войск местность. Главная полоса обороны была практически полностью построена, при этом советскому командованию о характере обороны и противостоящих силах к началу операции почти ничего не было известно.

## План операции
2 сентября генерал армии А. И. Антонов от имени Ставки ВГК подписал директиву провести операцию на стыке 1-го и 4-го Украинских фронтов с тем, чтобы ударом из района Кросно, Санок в общем направлении на Прешов выйти на словацкую границу и соединиться со словацкими войсками. Главный удар на Прешов наносила 38-я армия, вспомогательный на Команьчу — часть сил 1-й гвардейской армии (4 дивизии). Командованию Восточно-Словацкого корпуса (24 000 человек) и действовавшим в Словакии партизанским отрядам были по радио направлены задачи ударами с тыла овладеть пограничными перевалами.
На подготовку операции было выделено всего 5 дней. Перегруппировка войск производилась в большой спешке. Пополнение в ослабленные предыдущими боями части поступило незначительное. Ставка ВГК сумела выделить Коневу только 3-й горнострелковый корпус и временно передать ему в оперативное подчинение на период прорыва обороны четыре бомбардировочных авиационных корпуса Авиации дальнего действия.

## Ход операции
Утром 8 сентября 1944 года 38-я армия после двухчасовой артиллерийской подготовки перешла в наступление. Началось оно успешно: передовые позиции немцев были прорваны, продвижение советских войск по горно-лесистой местности составило 12 километров. Утром 9 сентября перешли в наступление части 1-й гвардейской армии. Для развития успеха 9 и 10 сентября Конев ввёл в бой 25-й танковый, 1-й гвардейский кавалерийский и 1-й чехословацкий армейский корпус. Однако и немецкое командование сразу же усилило обороняющуюся группировку, ведя в бой 1-ю танковую и 75-ю пехотную дивизии.
Никакого удара словацких войск навстречу наступавшим не последовало, поскольку к тому времени немцы уже практически завершили их разоружение; хотя свыше 2000 словацким солдатам и удалось пробиться к партизанам, но организованной боевой силы они не представляли.
Сражение приобрело ожесточённый характер, на каждую атаку другая сторона отвечала своей контратакой. К 15 сентября советские войска полностью прорвали первую и вторую полосы немецкой обороны, в этот же день Конев ввёл в бой из своего резерва 4-й гвардейский танковый корпус. Но к тому времени немцы сильными контрударами парировали и остановили наступление 25-го танкового корпуса (11-17 сентября), а прорвавшийся далеко в немецкий тыл 1-й гвардейский кавалерийский корпус был полностью окружён 14 сентября и затем до конца сентября вёл бои в окружении. 18 сентября Конев ввёл в бой последний резерв — 31-й танковый корпус, но и тогда дело ограничилось незначительным продвижением. В ответ генерал Хейнрици ввёл в бой 8-ю немецкую танковую дивизию.
Ввод в бой 1-го чехословацкого армейского корпуса фактически окончился полной неудачей, хотя это был наиболее укомплектованный из всех корпусов. За первые 6 дней боёв корпус потерял свыше 3 000 человек. Конев обвинил в некомпетентности и бездействии командира корпуса и заменил его на командира одной из бригад генерала Л. Свободу.
Обороняющимся способствовал характер местности: движение крупных масс войск возможно было по немногим горным дорогам, заранее подготовленным к обороне и пристрелянным сильной артиллерией. Развёртывание танковых войск в широкие боевые порядки было невозможно, что сводило к минимуму их преимущества: танки были вынуждены наступать «в спину» друг другу. Сражение распалось на отдельные участки боёв в изолированных друг от друга горных долинах. 20 сентября советские войска штурмом овладели мощным узлом сопротивления городом Дукля и в этот же день передовые части наступавших вступили на территорию Словакии.
Войска правого фланга 1-й гвардейской армии, обеспечивая с юга наступление 38-й армии, к 14 сентября также прорвали первый оборонительный рубеж и продвинулись до 15 километров. 
К концу сентября советские войска вышли к Главному Карпатскому хребту и начали сражение за перевалы на нём. После короткой паузы для перегруппировки войск и подвоза боеприпасов 30 сентября наступление возобновилось. После исключительно тяжёлых боёв 6 октября был штурмом взят сильно укреплённый Дуклинский перевал. Но если перед началом наступления на фронте 38-й армии противник имел 3 пехотные дивизии, то к концу сентября — 6 пехотных и 3 танковые. Всего же в ходе операции противник на её участке ввёл в бой 18 дивизий.
Но затем из-за начавшихся дождей наступление практически полностью прекратилось. Если за сентябрь советские и чехословацкие войска прошли с боями до 50 километров, то в октябре их максимальное продвижение составило 15-20 километров. Ещё на конец сентября Конев оценивал потери 38-й армии в 20 000 человек и 150 танков. Словацкое восстание к тому времени потерпело поражение, восставшие оставили ранее занятую ими территорию и с большими потерями ушли в горы, перейдя к партизанской борьбе.
В этих условиях дальнейшее наступление утратило смысл и 28 октября операция была прекращена.

## Итоги операции
Основная цель — соединение с повстанцами и освобождение словацкой территории достигнута не была. Продвижение советских войск по горно-лесистой местности составило около 50 километров, освобождены 245 населённых пунктов. Было начато освобождение Чехословакии. Для остановки советского наступления немецкое командование перебросило в полосу наступления не менее 5 дивизий из полосы 4-го Украинского фронта, что способствовало успеху проводимой им Карпатско-Ужгородской операции.
В ходе операции было захвачено 31360 пленных, 912 орудий и минометов, 40 танков и штурмовых орудий, а также много другого военного снаряжения. Потери немецко-венгерских войск убитыми и ранеными оценивались советской стороной более 70 тысяч человек, а также 185 танков и штурмовых орудий, 73 бронетранспортёра, более 1000 орудий и минометов.
Потери войск 1-го Украинского фронта в ходе операции составили 13 264 человек безвозвратные и 48 750 человек санитарные. Потери 1-го чехословацкого армейского корпуса составили 1 630 человек безвозвратные и 4 089 человек санитарные. Потери 1-й гвардейской армии 4-го Украинского фронта в этой операции нет возможности отделить от её потерь в ходе одновременно проводимой Карпатско-Ужгородской операции.